# Geheim van Pouilly-le-Fort
Het Geheim van Pouilly-le-Fort verwijst naar de misleiding van het wetenschappelijke publiek door Louis Pasteur die hem wordt verweten door sommige auteurs over de precieze manier waarop de vaccinatie-experimenten om miltvuur te genezen in Pouilly-le-Fort zijn uitgevoerd. 

## De feiten
Op 28 februari en 21 maart 1881 verklaarde Pasteur in de sessies van de Academie van Wetenschappen dat hij een zeer effectief miltvuurvaccin had verkregen door de virulentie van de bacterie met zuurstof te verzwakken. Na kennis te hebben genomen van deze resultaten had de afdeling Melun van de Société des agriculteurs de France Pasteur een openbaar vaccinatie-experiment aangeboden op een aantal dieren in Pouilly-le-Fort, in de buurt van Melun. Dit experiment was een compleet succes.
Bacterioloog Adrien Loir, neef en voormalig assistent van Pasteur, vertelde, in herinneringen gepubliceerd in 1937-1938, dat in feite, op het moment dat Pasteur het protocol van het experiment ondertekende, het zuurstofverzwakkingsproces nog te wensen overliet. Pasteur gebruikte een methode die door zijn medewerkers Charles Chamberland en Émile Roux was ontwikkeld. Zij hadden bacteriën gedood met kaliumdichromaat. Pasteur vertelde hen dat er geen sprake was van het publiceren van deze methode vooraleer zijn methode via zuurstofverzwakking effectief was. Zijn laboratoriumnotities bevestigen formeel dat het de met kaliumdichromaat gedode bacteriën waren die in Pouilly-le-Fort werden gebruikt.
Op de website van het Pasteur-instituut  wordt in de biografie van Chamberland, een van de medewerkers van Louis Pasteur, ook vermeld dat het vaccin dat in Pouilly-le-Fort werd gebruikt, het vaccin was dat was verzwakt met kaliumdichromaat: 

Chamberland neemt deel aan de verificatie-experimenten van het antraxvaccin van Toussaint, professor aan de Veterinaire School van Toulouse, en toont aan dat het vaccin niet effectief is.  Twee dagen voor de ondertekening van het experimentele protocol van Pouilly-le-Fort (openbaar antraxvaccinatie-experiment op schapen) neemt Charles Chamberland deel aan een vergelijkend experiment met L. Pasteur. Elk bereidt een antraxvaccin voor, Pasteur behandelt de microbiële cultuur met zuurstof uit de lucht, Chamberland met een antiseptisch, kaliumdichromaat. Het tweede vaccin blijkt het meest effectief; Pasteur zal het gebruiken in de succesvolle experimenten in Pouilly-le-Fort.

Er is geen twijfel dat het in Pouilly-le-Fort gebruikte vaccin tegen miltvuur inderdaad het met kaliumdichromaat verzwakte vaccin was. In alle publicaties van Pasteur over Pouilly-le-Fort wordt echter niet alleen geen melding gemaakt van kaliumdichromaat, maar Pasteur drukt zich, zonder formeel te beweren dat zuurstof als dempingsmiddel werd gebruikt, en zo, dat de lezer tot een conclusie komt.
Experimenten zoals die in Pouilly-le-Fort werden met succes herhaald door Louis Thuillier: eerst in september 1881 voor een officiële Oostenrijks-Hongaarse vertegenwoordiging, daarna weer in 1882 voor Duitse ambtenaren in Berlijn (er worden geen details gegeven over hoe het vaccin werd ontwikkeld.